# Glasgow Warriors
I Glasgow Warriors sono una delle due squadre professionistiche di rugby a 15 scozzesi e partecipano allo United Rugby Championship. Giocano le  partite casalinghe allo Scotstoun Stadium di Glasgow, impianto casalingo anche del club calcistico Partick Thistle Football Club.

## Storia
Con il passaggio del rugby al professionismo avvenuto nel 1995, la Scottish Rugby Union ritenne che i club scozzesi non avrebbero potuto essere competitivi nei confronti delle migliori formazioni inglesi e francesi.. Si decise quindi che al professionismo sarebbero passate solo le quattro squadre rappresentative dei distretti così, nel 1996, la squadra del distretto di Glasgow venne trasformata nel Glasgow Rugby  per partecipare all'Heineken Cup, competizione a cui comunque la squadra partecipò per la prima volta nella stagione 1997-98-
A causa della pesante situazione debitoria della SRU, in parte dovuta ai costi per la ristrutturazione di Murrayfield, si rese necessario un ulteriore ridimensionamento e da quattro club pro si passò a due. Dopo due stagioni quindi il Glasgow Rugby venne fuso con i Caledonia Reds, creando una squadra chiamata Glasgow Caledonians.
Nel 2001 si disputò la prima edizione della Celtic League, in cui la formazione di Glasgow raggiunse la semifinale. Dalla stagione 2002-03 la denominazione di Caledonian venne abbandonata pertanto la squadra tornò a chiamarsi Glasgow Rugby. Dal 2005-06 la formazione prese infine la denominazione attuale di Glasgow Warriors.

## Giocatori

### Giocatori che hanno vestito la maglia dei Lions
I giocatori che seguono hanno vestito in almeno un'occasione la maglia dei British and Irish Lions.
- Andy Nicol: 2001
- Gordon Bulloch: 2001, 2005

## Palmarès
- Pro14: 2
2014-15, 2023-24